# Aspidobyctiscus zhejiangensis
Aspidobyctiscus zhejiangensis is een keversoort uit de familie Rhynchitidae. De wetenschappelijke naam van de soort is voor het eerst geldig gepubliceerd in 2005 door Legalov & Liu.